# Adrienne Hill
Adrienne Hill (ur. 22 lipca 1937 w Plymouth, Anglia, Wielka Brytania; zm. 6 października 1997 w Londynie, Anglia, Wielka Brytania) – brytyjska aktorka, najbardziej znana z roli Katariny w serialu Doktor Who.
W 1965 roku ukazała się w brytyjskim serialu science-fiction produkcji BBC, Doktorze Who. Dostała wówczas rolę Katariny - towarzyszki Doktora, którym w tamtym czasie był William Hartnell. Kadencja w serialu nie była długa, zagrała w pięciu odcinkach w dwóch historiach. Jej postać była pierwszym towarzyszem który zginął w historii serialu. Śmierć bohaterki było pierwszą sceną jaką zagrała aktorka w serialu, a sama postać Katariny była pierwszą rolą jaką dostała aktorka.
Po wystąpieniu w Doktorze Who, Hill pracowała nad kilkoma małymi rolami, po czym wyjechała najpierw do Holandii, a potem do Stanów Zjednoczonych. Potem powróciła do Anglii, gdzie przekwalifikowała się na nauczyciela sztuki i zaczęła pracować w Londynie.
W 1985 pracowała nad Children in Need wraz z innymi aktorami z Doktora Who. Jej ostatnia znana rola była w nowozelandzkiej operze mydlanej, City Life jako pracownik biblioteki.
Zmarła na raka w wieku 60 lat.